# Gabriela Komleva
Gabriela Kómleva también Gabriella Kómleva (en ruso, Габриэла Трофи́мовна Ко́млева, Gabriela Trofímovna Kómleva) (1938, Leningrado, RSFS de Rusia, entonces Unión Soviética)
Maestra de ballet, coreógrafa y bailarina rusa. Formada en la Academia Vagánova de Ballet de Leningrado, graduándose en 1957.
Bailó en el Ballet Mariinski, donde fue una de sus principales solistas, estrenó Goryanka en 1968, de Oleg Vinográdov. Fue pareja de Mijaíl Barýshnikov en Don Quijote.
Estudio en el Conservatorio Rimski-Kórsakov de San Petersburgo, hasta licenciarse como repetidora. Actualmente es repetidora en el Teatro Mariinski. Entre sus alumnos destaca Tatiana Stepánova.

## Premios y distinciones
- Medalla de Plata en la Competición Internacional de Ballet de Varna (1966)
- Artista Emérita de la RSFS de Rusia (1970). Artista del pueblo de la URSS (1983)